# Talatí de Dalt
Talatí de Dalt, ou selon sa dénomination complète le village talayotique de Talatí de Dalt, est un site archéologique situé dans la municipalité de Port Mahon, sur l'île de Minorque, dans l'archipel des Baléares, en Espagne. Le site, qui appartient à la culture talayotique, s'est développé à partir IXe siècle av. J.-C. et a connu son apogée entre le IVe et le IIe siècle av. J.-C.

## Historique
C'est à l'archéologue Maria Lluïsa Serra que l'on doit les premières fouilles du site, dans la zone de la taula, à la fin des années 1950. Depuis 1997, plusieurs fouilles ont été menées sur le site, d'abord par l'association des Amis du Musée de Minorque, puis par la société Arqueomenorca qui gère divers sites archéologiques de l'île.

## Description
Talatí de Dalt est parfois considéré comme le village talayotique emblématique de Minorque, notamment en raison du très bon état de conservation de son enceinte à taula et de la diversité des bâtiments qu'il abrite.
Le talayot central a été édifié sur le point le plus élevé du village, à 93 m d'altitude. Du haut du talayot, on peut apercevoir les talayots voisins de Cornia Nou, Torelló et Biniaiet Vell. Il est de forme tronconique avec un plan elliptique et mesure 16,50 m de diamètre à la base. L'édifice est fortement endommagé sur toute sa moitié est. Le niveau supérieur comporte les vestiges d'une petite pièce qui n'a pas encore été fouillée.
Au nord du site, il existe un deuxième talayot, plus petit, avec un bâtiment annexe de forme rectangulaire comportant un étage.
Entre les deux talayots, on peut voir un pilastre isolé, percé d'un grand trou dans sa partie sommitale, dernier vestige d'un ancien habitat en cercle post-talayotique qui fut détruit pour en récupérer les pierres comme matériaux de construction.
La façade de l'enceinte à taula est orientée au sud, elle est légèrement concave mais son entrée est désormais obstruée. Le mur extérieur oriental de l'enceinte comporte un petit portique accessible depuis le nord. L'enceinte mesure 14,10 m de large sur 16 m de profondeur.
Le pilier support de la taula est plat, de forme presque rectangulaire. Il mesure 3 m de hauteur sur 2,60 à 2,70 m de largeur et 0,55 à 0,60 m d'épaisseur. Le chapiteau ressemble à une pyramide tronquée inversée avec une base rectangulaire. Il mesure de 3,80 à 4 m de long, sur 1,38 à 1,50 m de large et 0,65 m d'épaisseur. La particularité de la taula de Talatí de Dalt réside dans la présence d'un pilastre latéral dont la base a été brisée et qui est tombé en appui sur le chapiteau de la taula.
Lors de ses fouilles, Maria Lluïsa Serra a découvert dans l'enceinte des traces de cendres ainsi que des fragments de poterie datés de la période romaine.

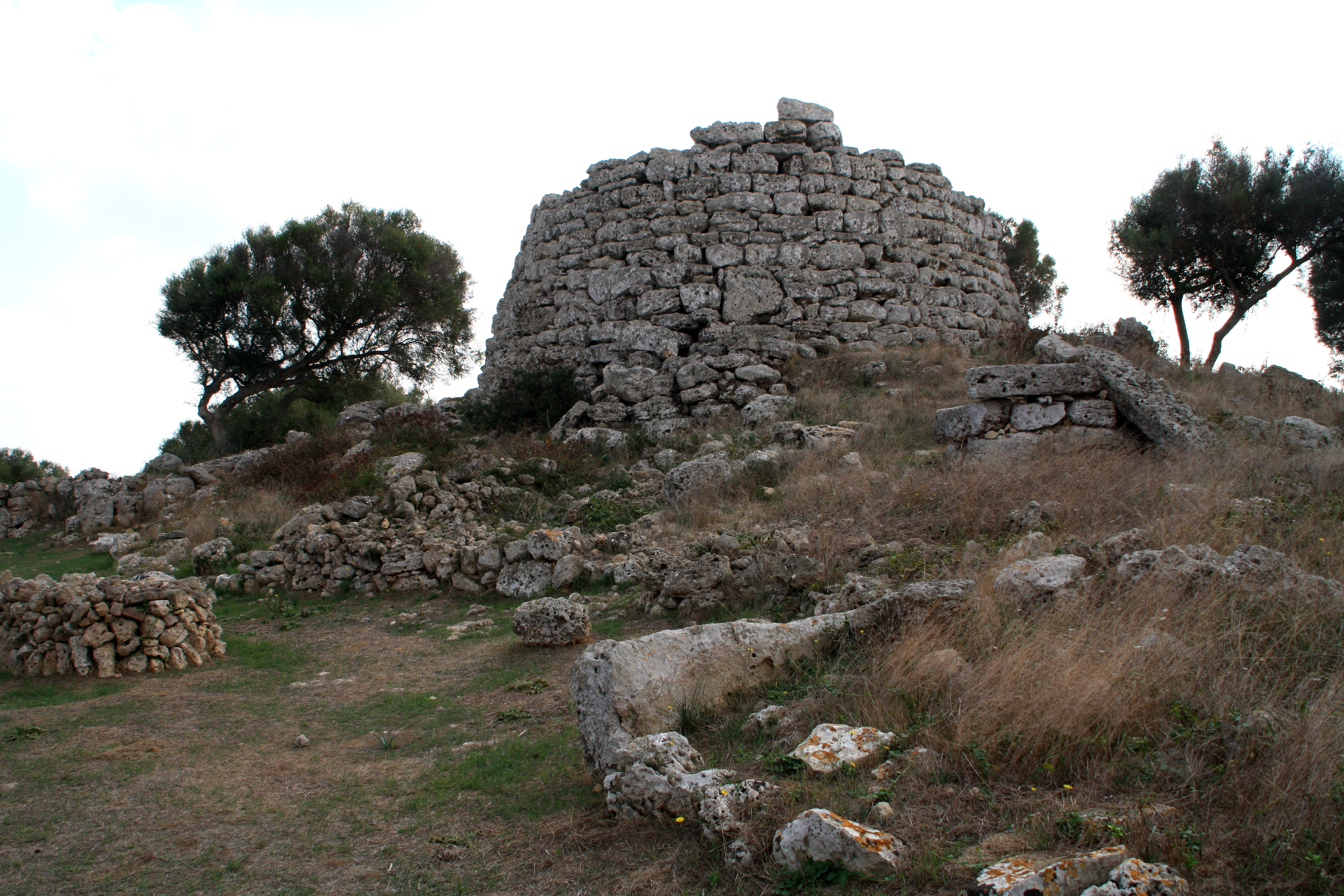
Talayot central.
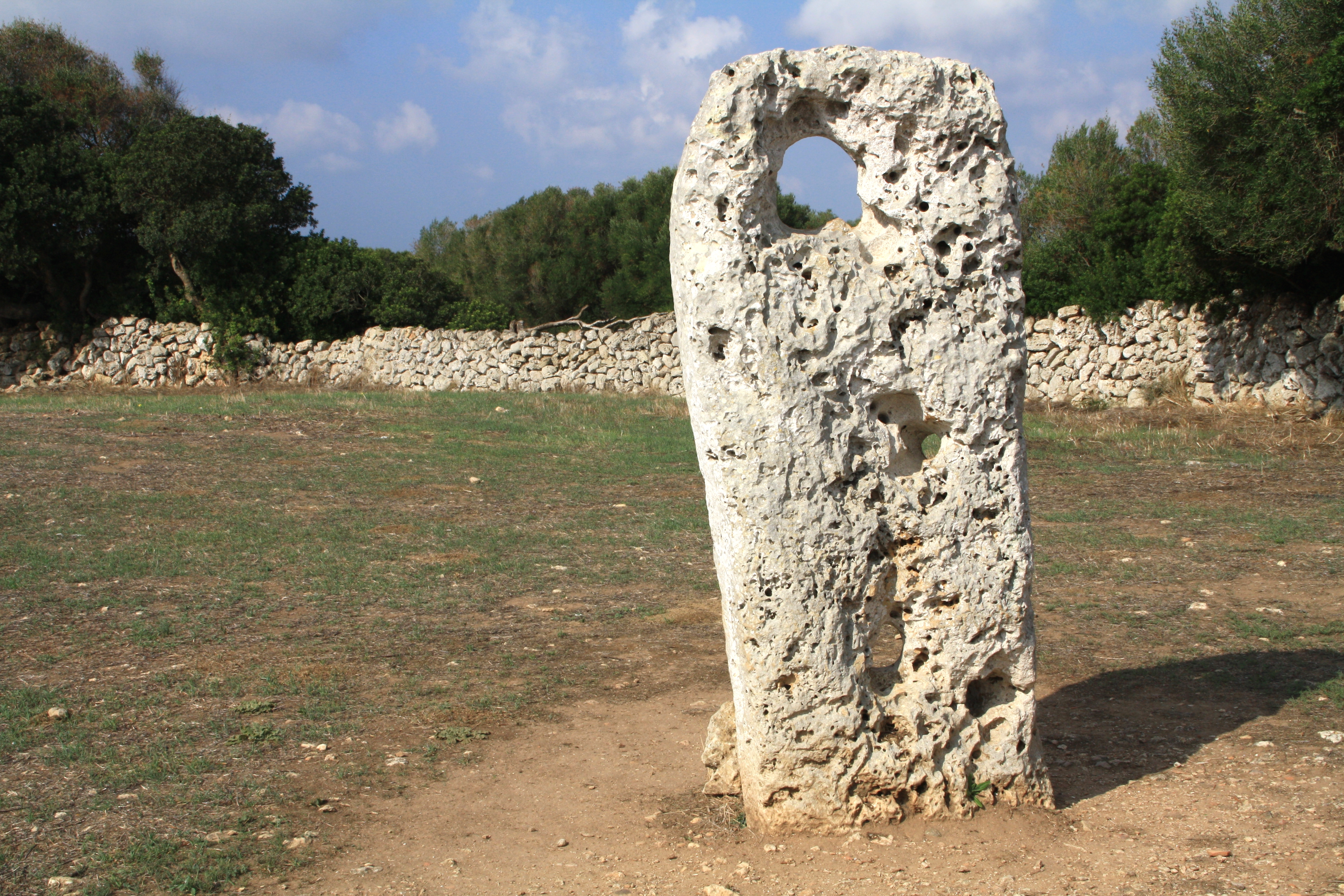
Pilastre isolé.
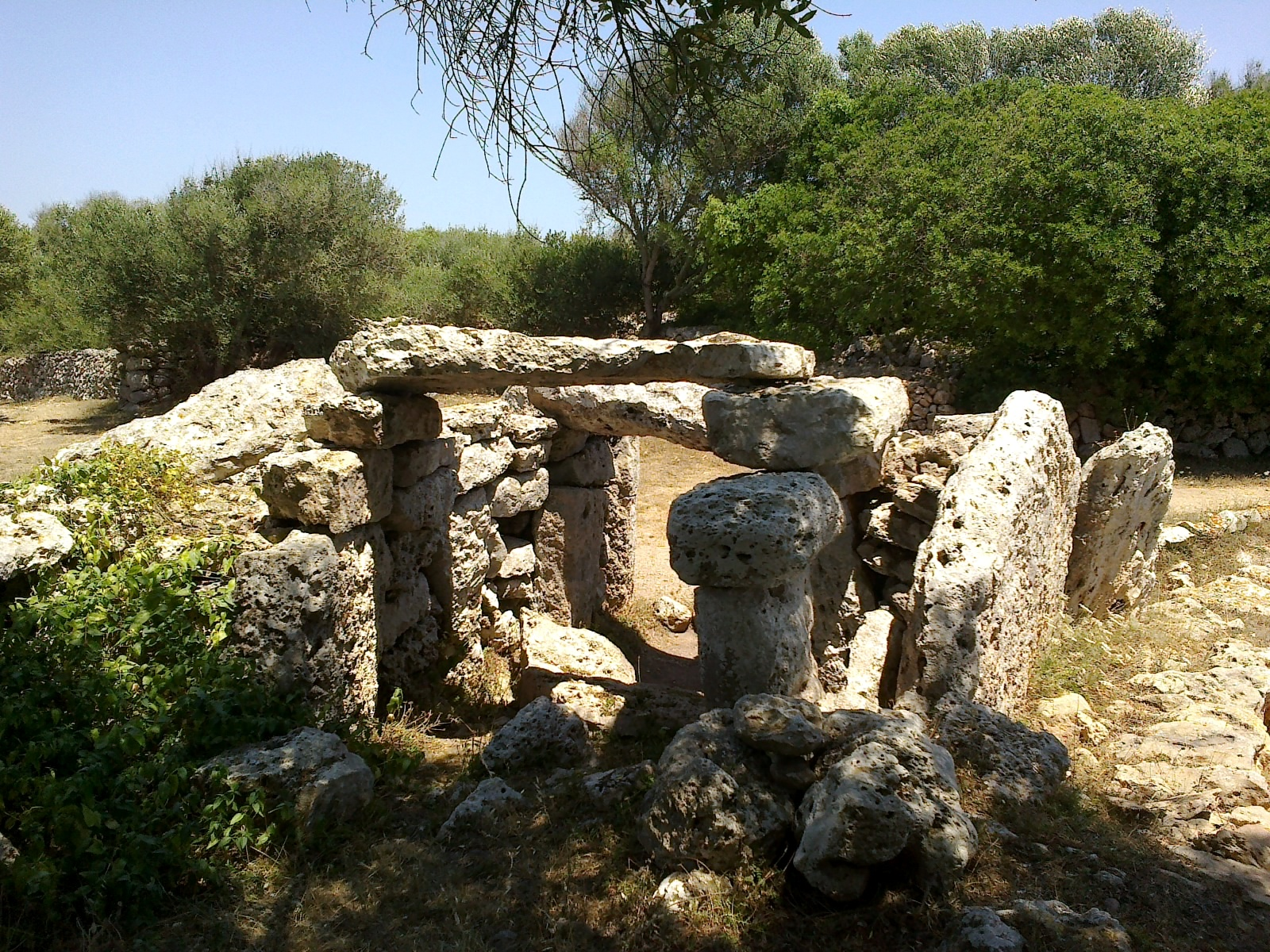
Enceinte couverte.
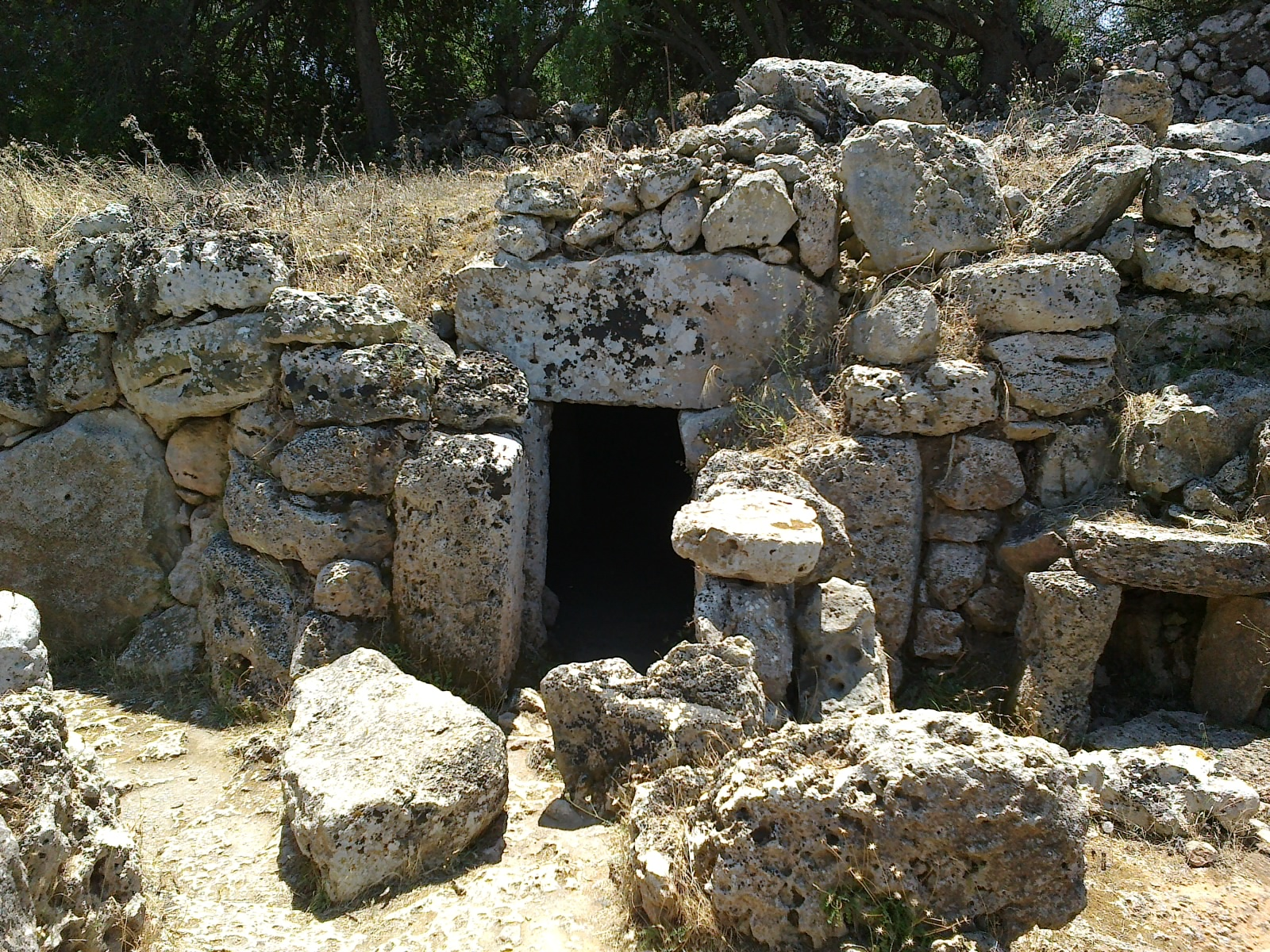
Enceinte couverte (extérieur).
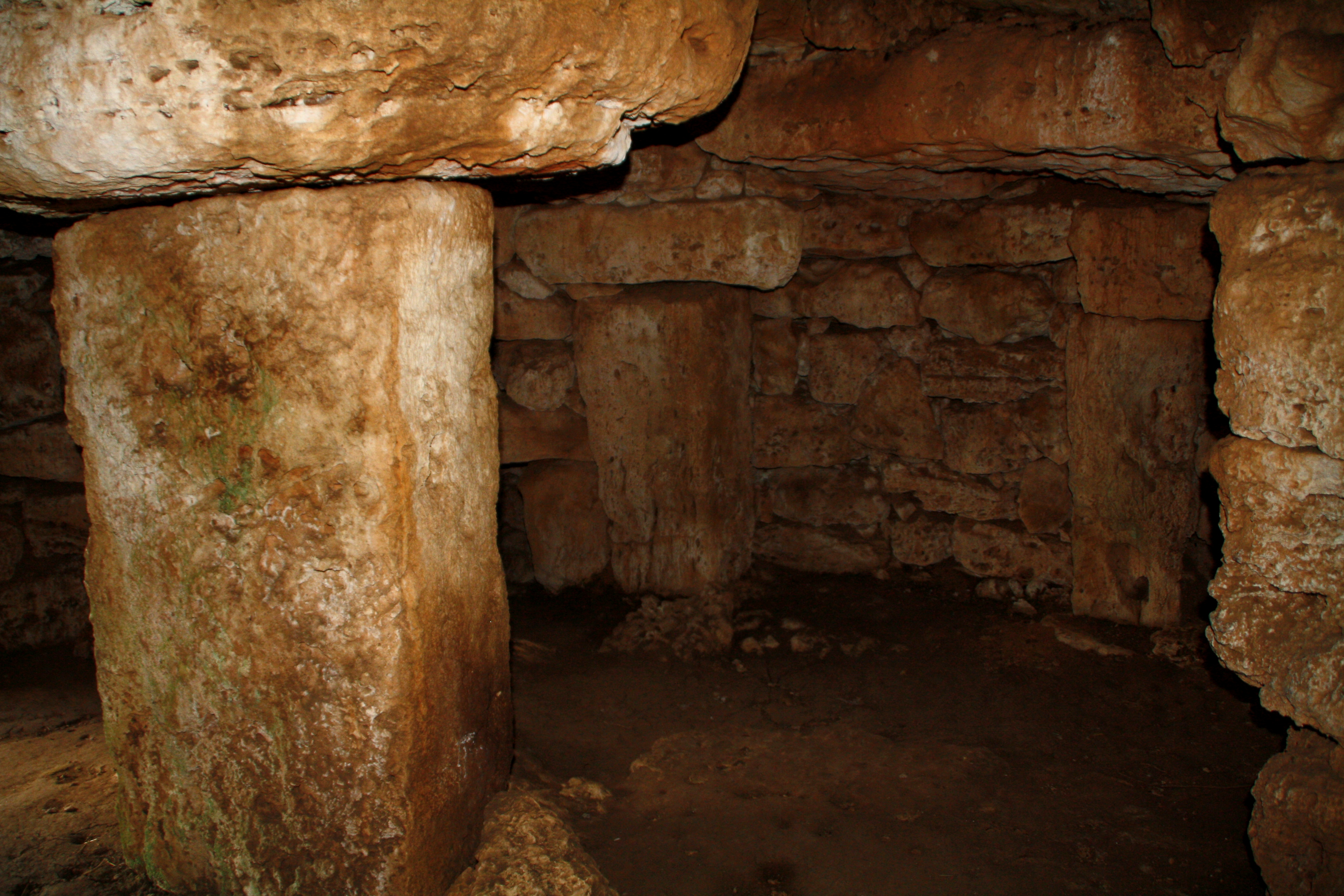
Enceinte couverte (intérieur).
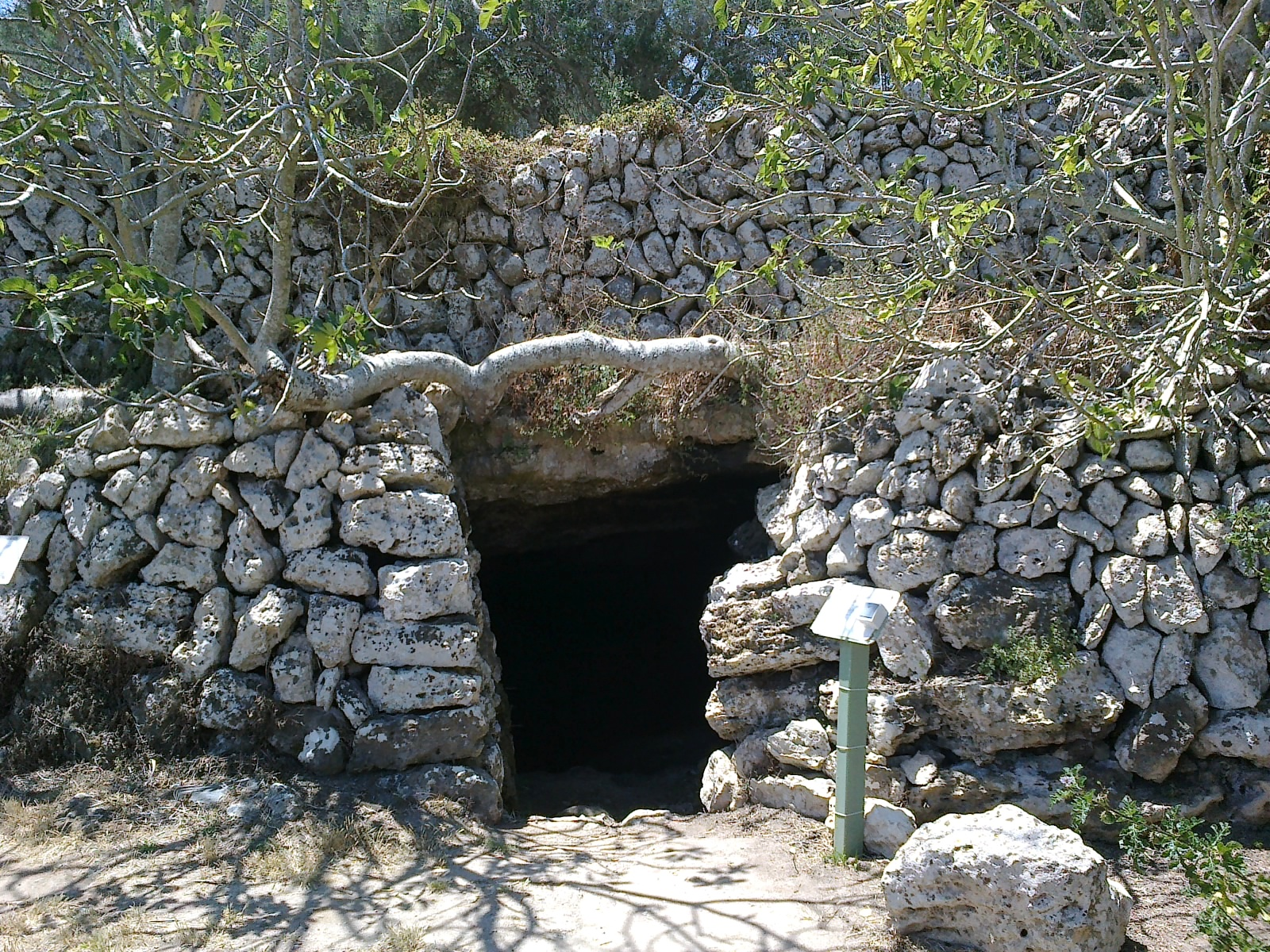
Grotte naturelle aménagée.

La partie sud du site comprend un complexe de bâtiments uniques en leur genre, dénommés enceintes couvertes. Ces bâtiments sont similaires aux salles hypostyles que l'on observe souvent dans le prolongement des maisons en cercle post-talayotiques, mais il semble que leurs fonctionnalités n'étaient pas les mêmes. Selon les fouilleurs, il s'agirait de zones de stockage ou d'ateliers. Le premier de ces édifices a conservé sa toiture, constituée de dalles de pierre recouvertes de terre, l'ensemble reposant sur une unique colonne centrale monolithique surmontée d'un chapiteau. A l'intérieur, il existe une niche étroite d'un côté et, face à l'entrée, plusieurs marches mènent à une chambre creusée dans la roche. Le second bâtiment est divisé en plusieurs petites pièces. Le squelette d'une jeune fille, daté de l'époque romaine, a été découvert dans ce bâtiment lors de sa fouille. Cette inhumation a été pratiquée alors que l'endroit était déjà abandonné. Le troisième bâtiment, auquel on accède comme pour les autres par un portail à jambages monolithiques et linteau, est de forme rectangulaire allongée. Son toit est constitué de grandes dalles de pierre, qui ne sont soutenues par aucun pilier. La découverte sur place de fragments de poteries datés de la période almohade indique que ces bâtiments furent utilisés jusqu'au XIIIe siècle.
À l'est du site, on peut voir des vestiges de l'ancien mur de protection du village, de quelques maisons en cercle rénovées à l'époque romaine et d'une salle à colonnes.
Le site inclut deux grottes naturelles agrandies artificiellement qui ont probablement été utilisées comme lieux de sépulture avant la construction du village, ainsi qu'une citerne et un puits préhistorique.

## Protection
Le site a été déclaré Bien d'Intérêt Culturel en 1931 (numéro RI-55-0000687) et fait partie des sites archéologiques proposés pour leur inscription sur la liste du Patrimoine mondial de l'UNESCO au titre de la « culture talayotique de Minorque ».